# GNU Core Utilities
GNU Core Utilities, або coreutils — пакет програм під ліцензією GNU, що містить вільні версії різноманітних корисних утиліт для Unix-подібних операційних систем, зокрема програми cat, ls і and rm.
Пакет GNU coreutils був створений у вересні 2002 року шляхом об'єднання пакетів textutils, shellutils і fileutils, а також інших різноманітних утиліт. У липні 2007 року ліцензія GNU coreutils була оновлена з GPLv2 до GPLv3.
Всі програми пакету підтримують «довгі» опції командного рядка (тобто ті, що починаються послідовністю --, а також надають можливість вказувати опції навіть після аргументів програми (цю поведінку можна заборонити встановленням змінної оточення POSIXLY_CORRECT; у операційних системах сімейства BSD дана системна змінна виконує іншу роль).
Альтернативні реалізації даних утиліт також доступні, у тому числі під іншими ліцензіями. Серед прикладів можна відзначити BusyBox (GPL) і Toybox (ліцензія BSD).